# Vittorio Centanaro
Vittorio Centanaro (Genova, 21 aprile 1929 – Genova, 29 settembre 2011) è stato un chitarrista e compositore italiano.

## Biografia
Nato da una famiglia di modeste condizioni economiche, non studiò mai musica regolarmente ed ebbe un maestro solo dopo i 23 anni.
A 13 anni su una vecchia chitarra trovata in casa e poi, poco dopo, su uno strumento a 7 corde - che poteva eseguire pezzi per liuto - che il padre era riuscito a regalargli, imparò da solo la letteratura musicale per chitarra classica, copiando, grazie a una splendida calligrafia, migliaia di pagine di musica trovate in biblioteca, dal momento che non si poteva permettere il lusso di comprare gli spartiti. A 16 anni abbandonò gli studi regolari, rinunciando a diventare ragioniere, e s'impiegò, dopo un concorso, alle Poste Italiane dove rimase per oltre quarant'anni.

### Gli inizi
La sua adolescenza e la sua giovinezza sono scandite da una travolgente e febbrile passione musicale, tutta concentrata su un genere poco popolare, quale la chitarra classica, vista con diffidenza e distacco anche nei Conservatori, dove comincerà a essere insegnata regolarmente solo all'inizio degli anni settanta. Nei confronti della chitarra ha un vero culto, ma Centanaro è attirato da tutta la musica classica, oltre che dalla musica colta, di corte e d'intrattenimento dal Medioevo al Rinascimento, sino ai secoli XVII e XVIII. Comincia a suonare, sovente senza essere pagato, soltanto per l'apprezzamento del pubblico.
Alla fine degli anni cinquanta, comincia a frequentare alcuni futuri protagonisti del mondo dello spettacolo, proprio a Genova, alla Borsa di Arlecchino: Paolo Poli, Aldo Trionfo, Carmelo Bene (per il quale cura il commento musicale dello spettacolo Doctor Jackill and Mister Hyde).

### La collaborazione con i cantautori
Poi entra nel giro dei cantautori genovesi, in particolare Gino Paoli, Bruno Lauzi e Fabrizio De André. Di quest'ultimo è uno dei primi collaboratori stretti, e insieme a lui mette a punto gli arrangiamenti di alcuni brani celebri: La guerra di Piero, Fila la lana, Si chiamava Gesù. De André in un suo scritto è prodigo di elogi per l'amico Vittorio, definito una delle persone più pulite che abbia mai conosciuto; scrive e parla di lui come di un eterno bambino, non in senso riduttivo, ma davvero come un fanciullino pascoliano: per lui la percezione, la fruizione e la costruzione dell'arte - sia essa esecuzione o composizione creativa - avvengono con un percorso diretto, senza mediazioni, in un contesto di sapiente intuizione e di altrettanto libera stupefazione.

### Il duo con Winderling
Il periodo di notorietà e di successo di Vittorio Centanaro comincia alla metà degli anni sessanta, quando si consolida il duo con Luciano Winderling con il quale - sotto la sigla Centanaro-Winderling e sino al 1972 - si esibisce al Teatrino di Piazza Marsala in una serie di spettacoli che suscitano curiosità ed entusiasmo: in essi si ripropone la poco conosciuta ricerca della colta ed elegante musica di corte, soprattutto d'ispirazione francese, dei troubador medievali, rinascimentale e barocca. I testi vengono tradotti e elegantemente riadattati dallo stesso Winderling e da Giulia Lupi, moglie di Centanaro. Nasce così il 33 giri di grande successo Viva la Rosa, pubblicato a Milano nel 1972 e che da decenni è esaurito e introvabile.

### Il recupero della musica deitrovatori
Un'esperienza singolare resta quella del cosiddetto Concerto di Portofino, con testi di Paolo Lingua e musiche di Vittorio Centanaro: il singolare spettacolo viene allestito a metà maggio del 1981: la prima metà di esso si chiama La Penisola, mentre della seconda fanno parte quattordici pezzi piuttosto eterogenei scritti da Lingua e Centanaro nell'anno precedente. Vi figurano ballate tratte da Lanfranco Cigala, uno dei pochi trovatori genovesi del XIII secolo che scrivevano in provenzale, canzoni di derivazione celtica, infine, pezzi da cabaret e canzoni sospese a metà tra il genere colto e il genere commerciale. Alcuni pezzi, più orecchiabili, Centanaro e la figlia Michela li hanno poi inseriti nel loro repertorio abituale.

### Lascito
Il 21 aprile 2009 in occasione del suo ottantesimo compleanno, la Fondazione Regionale della cultura e dello spettacolo di Genova, in collaborazione con Paolo Lingua, ha divulgato, in allegato alla rivista Viaggio in Liguria un cd che contiene 29 brani tra tutti i suoi più grandi successi (Viva la rosa e altre storie, edizioni DE VEGA, brossure scritta da Paolo Lingua).
Centanaro ha insegnato e suonato ancora in pubblico fino a pochi anni prima della morte, avvenuta a settembre del 2011 all'età di 82 anni.